# International Forestry Students’ Association
| Sitz            | Freiburg im Breisgau, Deutschland                          |
| Gründungsjahr   | 1990                                                       |
| Amtssprache     | Englisch                                                   |
| Präsident       | Alina Lehikoinen, Finnland                                 |
| Vizepräsident   | Simone Massaro, Italy                                      |
| Generalsekretär | Pedro Almeida, Portugal                                    |
| Schatzmeister   | Barbara Ollerer, Österreich                                |
| Rat             | Konstantin Schwarz, Deutschland Yu-Tung Hung, China-Taipeh |

Die International Forestry Students’ Association e. V. (IFSA) ist ein Zusammenschluss von Fachschaften der Forstwissenschaft und -wirtschaft weltweit mit dem Ziel, den Austausch unter Forststudenten zu fördern und extrakurrikuläre Aktivitäten mit internationalen Themen anzubieten. Sie repräsentiert etwa 10.000 Studierende.

## Entwicklung
Die Entwicklung der IFSA nahm ihren Anfang mit dem erstmals 1973 in Großbritannien von Studierenden organisierten International Forestry Students’ Symposium (IFSS). Dieses internationale Treffen von Forststudenten erfreute sich in den Folgejahren zunehmender Beliebtheit und fand ab 1986 auch in anderen Ländern statt. Um die Kooperation und die Kommunikation zwischen den Studierenden auch jenseits des Symposiums zu vertiefen, entschied man sich schließlich zur Etablierung fester Strukturen. Infolgedessen wurde die IFSA im Rahmen des Symposiums 1990 in Lissabon gegründet. Seither organisieren die regionalen IFSA-Gruppen das Treffen, welches zugleich als Jahreshauptversammlung fungiert.
Seit Ende der 1990er Jahre gewann die Organisation zunehmend an Professionalität, die sich insbesondere im Abschluss zahlreicher Partnerschaften mit anderen Organisationen darstellt, wie auch in einer Vervielfachung des Budgets und einem stärkeren Akzent strategischer Elemente bei der Planung der Aktivitäten.

## Ziele
Den Statuten entsprechend verfolgt die IFSA die Ziele,
- die formelle Ausbildung von Spezialisten für Forstwirtschaft zu bereichern, besonders im Sinne einer umfassenderen Perspektive durch Aktivitäten, den Austausch von Informationen, Seminaren, sowie internationalen und regionalen Treffen und Ähnlichem;
- dazu beizutragen, den Mitgliedern eine hochprofessionelle Ausbildung zu ermöglichen;
- die Kooperation durch Netzwerke zwischen Forststudenten und der Forstwirtschaft sowie mit verwandten  Bereichen der Wirtschaft wie der Landwirtschaft, der Rechtswissenschaft usw., sowie anderen Organisationen zu fördern, deren Tätigkeiten die Forstwirtschaft berühren (Entwicklungshilfe, Klimapolitik, Artenschutz etc.).

## Struktur
Die Struktur der Organisation ist mit einer internationalen Ebene, 8 Regionen und über 120 Lokalgruppen (Local Committees) dreistufig. Als Entscheidungsgremium fungiert die jährliche Hauptversammlung, in welcher die Lokalkomitees durch ihre individuellen Mitglieder stellvertretend repräsentiert werden. Funktionelle Organe der Vereinigung sind
- Der Vorstand, welcher sich zusammensetzt aus
  - der Direktion, bestehend aus Präsident, Vize-Präsident, Schatzmeister und Sekretär;
  - dem Rat, bestehend aus dem Rat für externe Angelegenheiten, dem Rat für interne Angelegenheiten und dem Rat für regionale Angelegenheiten
- die Kommissionen (in den Feldern Kommunikation, Politik, Kapazitäten)
- die Verbindungsbeamte (Liaison Officers), welche die individuellen Partnerschaften betreuen
- Regionalrepräsentanten (je Region meist zwei Mandatsträger);
- das Internationale Sekretariat (mit Sitz in Freiburg, wo der Verein auch registriert ist), welches den zentralen Koordinationspunkt darstellt.

## Programme und Aktivitäten

### Kommissionen
„Kommissionen“ bilden den institutionellen Rahmen für gemeinsame Aktivitäten auf internationaler Ebene. Es steht allen Studierenden der Lokalkomitees der IFSA frei, sich an diesen Arbeitsgruppen zu beteiligen. Jede Kommission strebt die Verwirklichung bestimmter Ziele an, die im Kontext mit den Oberzielen der Gesamtorganisation stehen. Die wichtigsten Kommissionen der letzten Jahre sind
- die Kommunikationskommission, die die gesamte innere Kommunikation der Organisation koordiniert und übersieht,
- die Politikkommission, die den Studierenden die Teilnahme an internationalen Konferenzen ermöglicht,
- die Kapazitätenkommission, die interne Trainings facilitiert und für die Weiterbildung der Mitglieder zuständig ist

Zusätzlich wurde im Jahr 2017 das sogenannte IFSA-SAN (Supporter and Alumni-Network) gegründet, welches die ehemaligen und Ehrenmitglieder betreut sowie einige finanzielle Angelegenheiten wahrnimmt.

### Symposien
Neben dem IFSS, dem jährlichen Symposium, findet seit 1998 die Konferenz der Mandatsträger zur Mitte des Geschäftsjahres (Interim) statt. Des Weiteren finden im Frühjahr jährlich Regionaltreffen statt, welche es Studierenden ermöglichen sich innerhalb der 8 Regionen organisiert zu treffen.

### Aktivitäten auf lokaler Ebene
Von Lokalkomitees wird teilweise eine Vielzahl von Aktivitäten angeboten, deren Spektrum von Seminaren über Exkursionen bis hin zu bilateralen studentischen Austauschen und diversen Freizeitaktivitäten reicht.

## Partnerorganisationen

### Professionelle Partner
IFSA ist Partner einiger der wichtigsten internationalen Organisationen der Forstpolitik wie IUFRO, CIFOR, dem EFI und dem SILVA-Netzwerk von Professoren der Forstwissenschaften in Europa; weitere internationale Partner sind die ITTO, und die FAO sowie das Global Landscapes Forum. Die Organisation hat Beobachterstatus bei der Ministerkonferenz zum Schutz der Wälder in Europa MCPFE und repräsentiert die Major Group „Youth and Children“ auf dem Waldforum der Vereinten Nationen UNFF. Innerhalb der Vereinten Nationen besitzt die IFSA inzwischen den Status eines Special Consultant.

### Studentische Partner
Die IFSA ist Teil des Informellen Forums Internationaler Studentenorganisationen (IFISO) und koordiniert gemeinsam mit anderen dort beteiligten studentischen Organisationen Aktivitäten wie Fundraising, strategische Planung oder Dorfkonzeptprojekte.

## IFSA in Deutschland
In Deutschland sind Lokalkomitees an folgenden Universitäten und Forstfachhochschulen vertreten:
- Technische Universität Dresden
- Albert-Ludwigs-Universität Freiburg
- Georg-August-Universität Göttingen (gemeinsam mit der Hochschule für angewandte Wissenschaft und Kunst)
- Technische Universität München
- Hochschule für Forstwirtschaft Rottenburg
- Fachhochschule Eberswalde
- Fachhochschule Erfurt

## IFSA in Österreich
In Österreich ist die IFSA mit nur einem Lokalkomitee an der Universität für Bodenkultur Wien (BOKU) vertreten. Die IFSA LC BOKU war gemeinsam mit dem Lokalkomitee der Technischen Universität München Organisator des 44. International Forestry Students’ Symposium.